# Henri Pitot
Henri Pitot (Aramon, 3 maggio 1695 – Aramon, 27 dicembre 1771) è stato un ingegnere e fisico francese, inventore del tubo di Pitot per la misura della velocità dei fluidi.

## Biografia
Pitot cominciò la sua carriera come astronomo e matematico. Fu eletto membro dell'Accademia francese delle scienze nel 1724. Cominciò ad interessarsi al problema del flusso delle acque nei canali e nei fiumi e scoprì presto come molte concezioni dell'epoca fossero sbagliate. Sviluppò un dispositivo, più tardi noto con il nome di tubo di Pitot, per la misura della velocità dei fluidi che è ragionevolmente accurato, e che è in uso anche oggi, sia per la misura delle velocità dei liquidi che degli aereiformi.
Fu nominato ingegnere capo per la regione della Linguadoca, e costruì numerosi canali e ponti. Il suo maggior lavoro fu l'acquedotto di Montpellier (1753 - 1786), che comprende un ponte ad archi di stile romano lungo circa un chilometro.